# Hurry Sundown
Hurry Sundown is een Amerikaanse dramafilm uit 1967 onder regie van Otto Preminger. Het scenario is gebaseerd op de gelijknamige roman uit 1965 van Amerikaanse schrijversduo K.B. Gilden. De film werd destijds in Nederland uitgebracht onder de titel Nacht, bedek onze zonden.

## Verhaal
Twee keuterboertjes uit Georgia spannen samen tegen een gewetenloze grootgrondbezitter. De ene boer is blank en de andere zwart. Die samenwerking wordt hun niet in dank afgenomen door hun racistische omgeving.

## Rolverdeling
| Acteur             | Personage        |
| ------------------ | ---------------- |
| Michael Caine      | Henry Warren     |
| Jane Fonda         | Julie Ann Warren |
| John Phillip Law   | Rad McDowell     |
| Diahann Carroll    | Vivian Thurlow   |
| Robert Hooks       | Reeve Scott      |
| Faye Dunaway       | Lou McDowell     |
| Burgess Meredith   | Rechter Purcell  |
| Loring Smith       | Thomas Elwell    |
| George Kennedy     | Sheriff Coombs   |
| Luke Askew         | Dolph Higginson  |
| Beah Richards      | Rose Scott       |
| Madeleine Sherwood | Eula Purcell     |
| Donna Danton       | Sukie Purcell    |
| Frank Converse     | Clem De Lavery   |
| William Elder      | Bisschop         |